# Fredy Bareiro
Fredy José Bareiro Gamarra (ur. 27 marca 1982 w Itaugui) – paragwajski piłkarz występujący na pozycji napastnika, obecnie zawodnik meksykańskiego Tecos UAG.

## Kariera klubowa
Bareiro zawodową karierę rozpoczynał w 2001 roku w zespole 12 de Octubre. W 2003 roku odszedł do Libertadu Asunción. W tym samym roku zdobył z nim mistrzostwo Paragwaju.
W 2005 roku podpisał kontrakt z rosyjskim Saturnem Ramienskoje. W Priemjer-Lidze zadebiutował 13 marca 2005 roku w zremisowanym 0:0 pojedynku z Rubinem Kazań. 3 kwietnia 2005 roku w wygranym 2:0 spotkaniu z Rostowem strzelił pierwszego gola w Priemjer-Lidze. W Saturnie spędził 2 sezony.
Na początku 2007 roku Bareiro wrócił do Libertadu Asunción. W połowie 2007 roku przeszedł do meksykańskiego drugoligowca, Club León. W 2008 roku został królem strzelców drugiej ligi. W tym samym roku, po awansie klubu do Primera División de México, odszedł do Estudiantes Tecos, również grającego w tych rozgrywkach. Zadebiutował tam 27 lipca 2008 roku w wygranym 1:0 pojedynku z Indios de Ciudad Juárez. W Estudiantes grał przez 2,5 roku.
W 2011 roku Bareiro wrócił do Paragwaju, gdzie został wypożyczony do klubu Cerro Porteño z Primera División Paraguaya. Pierwszy ligowy mecz zaliczył tam 7 lutego 2011 roku przeciwko ekipie Tacuary (1:1). Po upływie sezonu powrócił do Tecos.

## Kariera reprezentacyjna
W reprezentacji Paragwaju Bareiro zadebiutował 19 września 2002 roku w zremisowanym 1:1 towarzyskim meczu z Iranem, w którym strzelił także gola. W 2004 roku został powołany do kadry na Copa América. Na tamtym turnieju, zakończonym przez Paragwaj na ćwierćfinale, zagrał w pojedynkach z Kostaryką (1:0), Chile (1:1), Brazylią (2:1) i Urugwajem (1:3). W meczu z Brazylią zdobył także bramkę. W tym samym roku Bareiro wziął udział w Letnich Igrzyskach Olimpijskich, na których wraz z drużyną wywalczył srebrny medal.